# Chakhmāq Tappeh
Chakhmāq Tappeh (persiska: چخماق تپّه, چَخمَغ تَپِّه, چَخما) är en ort i Iran.   Den ligger i provinsen Markazi, i den nordvästra delen av landet, 250 km sydväst om huvudstaden Teheran. Chakhmāq Tappeh ligger 1 653 meter över havet och antalet invånare är 108.
Terrängen runt Chakhmāq Tappeh är platt åt nordost, men åt sydväst är den kuperad.Runt Chakhmāq Tappeh är det ganska tätbefolkat, med 120 invånare per kvadratkilometer. Närmaste större samhälle är Mīlājerd, 16,3 km nordost om Chakhmāq Tappeh. Trakten runt Chakhmāq Tappeh består till största delen av jordbruksmark.